# Tenis en Rumania

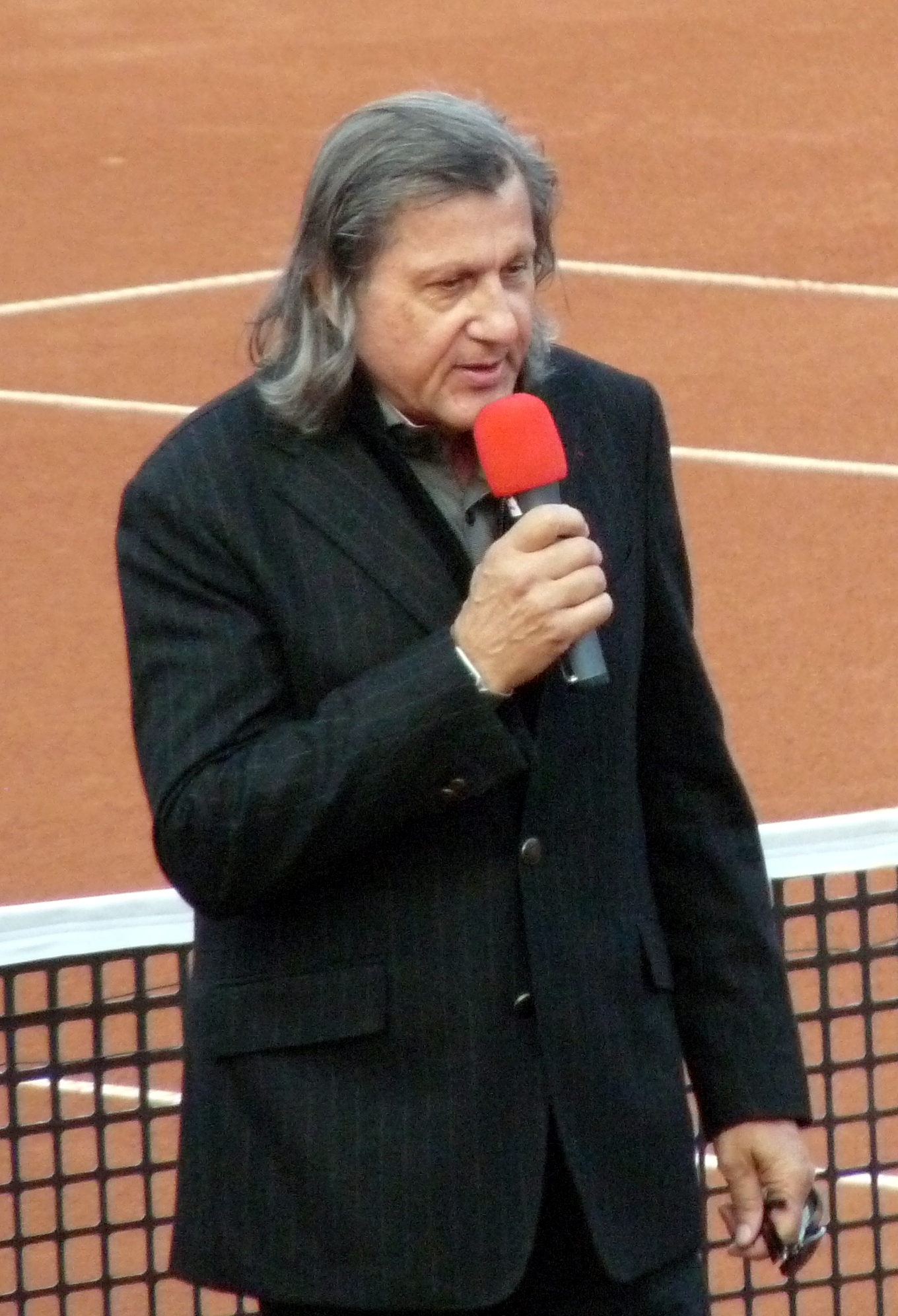
Ilie Nastase número 1 del ranking ATP. ganador de 3 Grand Slam y 4 ATP World Tour Finals.

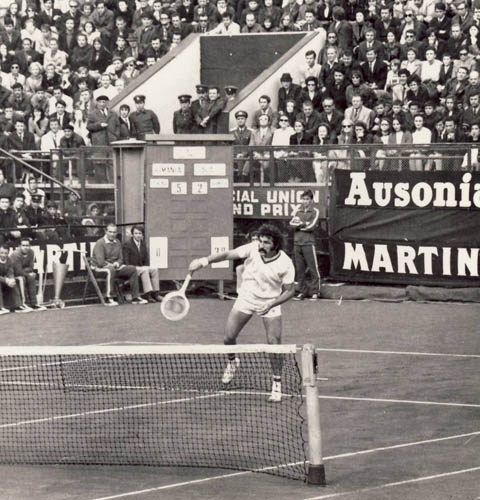
Ion Tiriac clasificado No. 8 en 1968.

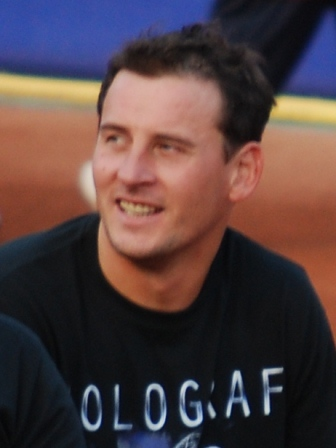
Andrei Pavel número 13 del ranking ATP y ganador del Masters 1000 de Canadá 2001.

Rumania fue una potencia del tenis a comienzos de la era abierta con Ion Țiriac y, particularmente, con Ilie Nastase como la principal figura, quien se quedó con el número 1 de la primera temporada con ranking oficiales de la ATP en 1973. El tenis rumano no contó con nuevas figuras hasta los años 90 y 2000 con Adrian Voinea, Andrei Pavel, y Victor Hanescu quienes sin embargo no alcanzaron el Top 10.
A nivel de representación nacional el Equipo de Copa Davis de Rumania fue finalista tres veces del trofeo, en 1969, 1971, y 1972 gracias a Ilie Nastase y Ion Tiriac.

## Mejores en el ranking ATP en individuales masculino
Tenistas que han alcanzado el Top 100 del ranking ATP.
| Singlista         | Mejor posición | Año  | Títulos |
| ----------------- | -------------- | ---- | ------- |
| Ilie Nastase      | 1.°            | 1973 | 12      |
| Andrei Pavel      | 13.°           | 2004 | 3       |
| Victor Hanescu    | 26.°           | 2009 | 1       |
| Adrian Voinea     | 36.°           | 1996 | 1       |
| Ion Țiriac        | 55.°           | 1974 | 1       |
| Marius Copil      | 56.°           | 2019 | 0       |
| Florin Segărceanu | 73.°           | 1983 | 0       |
| Răzvan Sabău      | 74.°           | 2005 | 0       |
| Dinu Pescariu     | 75.°           | 1998 | 0       |
| Victor Crivoi     | 75.°           | 2009 | 0       |
| Adrian Ungur      | 79.°           | 2012 | 0       |